# Rammu (wieś)
Rammu – wieś w Estonii, w prowincji Harju, w gminie Jõelähtme.